# Drasteria faceta
Drasteria faceta là một loài bướm đêm trong họ Erebidae.